# Зилим-Караново
Зилим-Караново (баш. Еҙем-Ҡаран) — село в Гафурийском районе Башкортостана, административный центр Зилим-Карановского сельсовета.

## Географическое положение
Расстояние до:

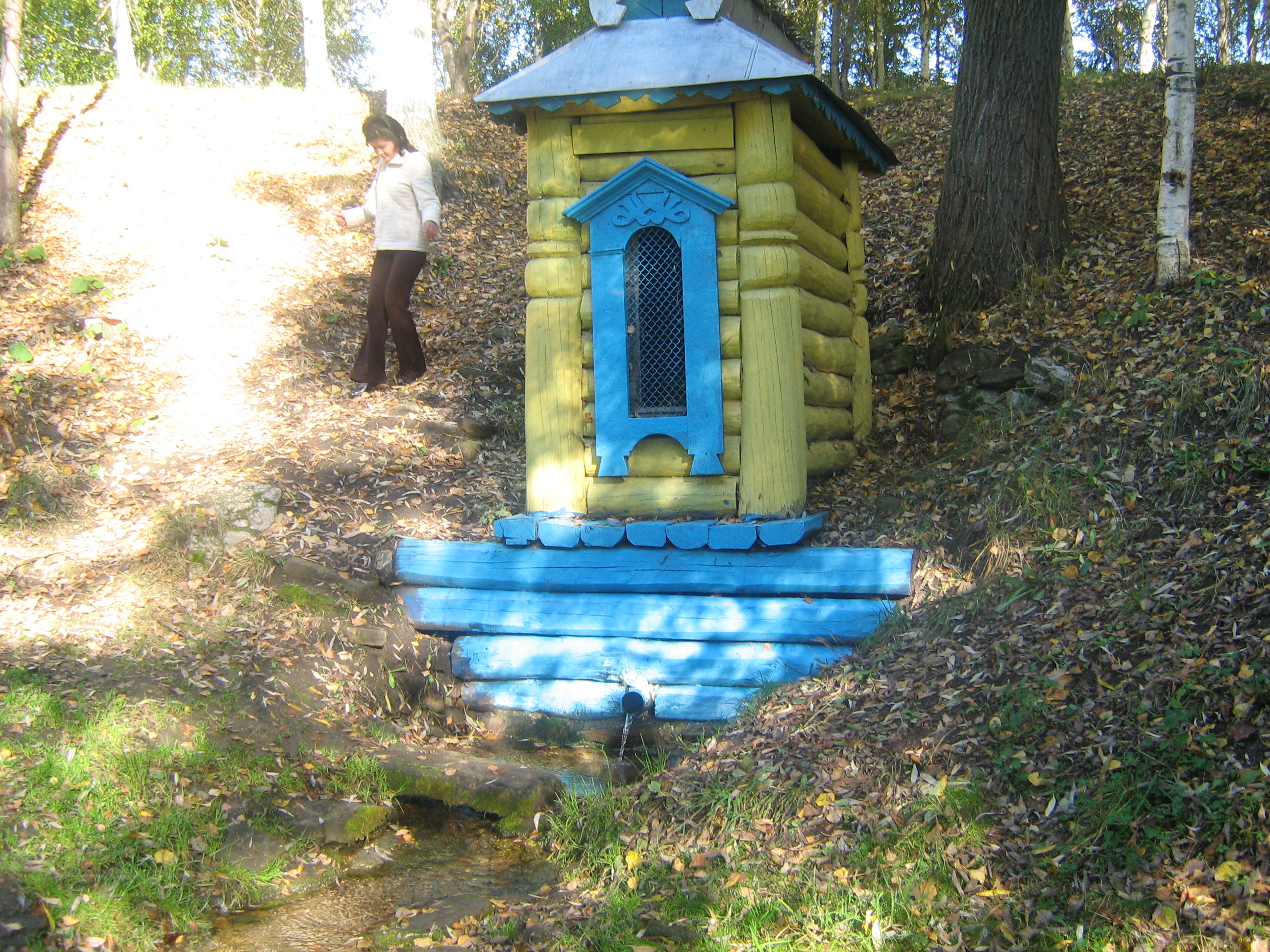

- районного центра (Красноусольский): 46 км,
- ближайшей ж/д станции (Белое Озеро): 63 км.

## Название
Название происходит от гидронимов Зилим и Каран.

## История
На картах 1786 и 1802 годов деревня называется Ново-Зилим и Ново-Зилим-Каран. Поселение основали жители деревни Зилим, расположенной на правом берегу одноименной реки, жители которой были вотчинниками Курпес-Табынской волости. Также в новую деревню поселились вотчинники Кальсер-Табынской волости. С переселением на новое место все они оказались припущенниками (тептярами) Дуван-Табынской волости.
С 1860-х гг. в деревне располагалось волостное правление Кальсер-Табынской волости. Имелись мечеть, школа, располагались торговые ряды и 2 бакалейные лавки. Действовал поташный завод, была мельница.
В 1920—1922 гг. являлась центром Табынского кантона БАССР.

## Население
| 2002 | 2009 | 2010 |
| ---- | ---- | ---- |
| 494  | ↗524 | ↘431 |

Согласно переписи 2002 года, преобладающая национальность — башкиры (84 %).

## Религия
В селе есть мечеть.

## Известные уроженцы
- Мажит Гафури (1880—1934) — народный поэт Башкирской АССР. В д. Зилим-Караново находится дом-музей поэта.
- Максутов, Рахим-Сагиб Гареевич (1899—1949) — советский военачальник, генерал-майор.
- Тагиров, Фахрузий Ахмадеевич (р. 23 мая 1928 года) — электрик, мастер Бекетовского участка линий электропередач РЭС «Башкирэнерго» РБ, Герой Социалистического труда.